# Girl Crazy (musical)
Girl Crazy is een musical met muziek van George Gershwin en teksten van Ira Gershwin, gebaseerd op een verhaal van Guy Bolton en John McGowan en geproduceerd Alex A. Aarons en Vinton Freedley. De wereldpremière, bedoeld als try-out, was op 29 september 1930 in  Philadelphia en de Broadwaypremière op 14 oktober in het Alvin Theatre in New York. De musical maakte van de destijds 19-jarige Ginger Rogers en Ethel Merman wereldsterren en leverde acht hits op. Er waren 272 voorstellingen.

## Verhaal
Het verhaal volgt Danny Churchill, die naar Custerville, Arizona, is gestuurd om de boerderij van zijn familie te beheren. Zijn vader heeft hem daar naar toe gestuurd in de hoop dat Danny zich bezig gaat houden met serieuzere zaken dan alcohol en vrouwen, maar Danny verandert de woning van zijn familie in een dancing voor jongeren, haalt showgirls op van Broadway en neemt Kate Forthergill (gespeeld door Ethel Merman) in dienst als zangeres. Er komen bezoekers uit het hele land naar de populaire dancing (ranch) en Danny wordt verliefd op de plaatselijke (vrouwelijke) postbode, Molly Gray (Ginger Rogers). Na een hele hoop toestanden en verwikkelingen komt alles weer op zijn pootjes terecht. In de verschillende filmversies is het verhaal hier en daar wat aangepast.

## Cast
- Ginger Rogers (Molly)
- Ethel Merman (Kate Forthergill)
- Allen Kearns (Danny)
- William Kent (Slick, zus van Kate)
- Willie Howard (Gieber Goldfarb)
- Red Nichols and His Orchestra

## Liederen

### Akte 1
- Ouverture
- Bidin' My Time[2]
- Could You Use Me?[2]
- Broncho Busters
- Barbary Coast
- Embraceable You[2]
- Goldfarb! That's I'm!
- Sam and Delilah[2]
- I Got Rhythm[2]

### Akte 2
- Opening
- Land of the Gay Caballero
- But Not for Me[2]
- Treat Me Rough[2]
- Boy! What Love Has Done to Me![2]
- The Lonesome Cowboy
- When It's Cactus Time in Arizona
- Finale (Embraceable You en I Got Rhythm)

### Niet gebruikt
- And I Have You
- Something Peculiar
- The Gambler of the West
- You Can't Unscramble Scrambled Eggs

## Bijzonderheden
- Er is drie keer een film van de musical gemaakt. De beste en meest succesvolle was de versie met Mickey Rooney en Judy Garland in de hoofdrol uit 1943. Garland combineert daarin de rollen van Ethel Merman en Ginger Rogers uit de productie van 1930.
- In het orkest van Red Nichols zaten jazzgiganten als: Glenn Miller, Gene Krupa, Benny Goodman, Tommy Dorsey en Jack Teagarden.
- Roger Edens, een bekende jazzpianist in de jaren 30 van de 20e eeuw, was de begeleider van Ethel Merman in de musical.
- Gershwin zelf dirigeerde de première.
- In 1990 bracht Nonesuch een cd-box, inclusief een uitgebreid boekwerk, uit met een geheel complete restauratie van de musicalversie uit 1930. Gerestaureerd door Tommy Krasker en uitgevoerd onder leiding van John Mauceri.[3]